# Mezzettia macrocarpa
Mezzettia macrocarpa är en kirimojaväxtart som beskrevs av Heijden och Keßler. Mezzettia macrocarpa ingår i släktet Mezzettia och familjen kirimojaväxter. Inga underarter finns listade i Catalogue of Life.